# Roestkappitta
De roestkappitta (Hydrornis oatesi; ook wel Pitta oatesi ) is een vogelsoort uit de familie van pitta's (Pittidae). Deze vogel is genoemd naar zijn ontdekker, de Britse ingenieur en natuuronderzoeker Eugene William Oates.

## Kenmerken
De roestkappitta is een vrij grote pitta, 25 cm lang met een roestkleurige kop en borst en een dofgroene of blauwe rug en vleugels. De roestkoppitta heeft een zwarte oogstreep.

## Leefwijze
Hoewel de dieren kunnen vliegen, geven ze er doorgaans de voorkeur aan om op de grond te blijven. Hun voedsel vinden ze op bosbodem en bestaat uit ongewervelde dieren zoals insecten en slakken maar ook wel kleine hagedissen.

## Verspreiding en leefgebied
De roestkappitta komt voor in Zuidoost-Azië en telt vier ondersoorten:
- H. o. oatesi: van oostelijk Myanmar tot noordoostelijk Laos en Thailand.
- H. o. castaneiceps: van zuidoostelijk China tot centraal Laos en noordwestelijk Vietnam.
- H. o. bolovenensis: zuidelijk Laos en zuidelijk Vietnam.
- H. o. deborah: centraal Malakka.

## Status
De grootte van de populatie is niet gekwantificeerd, maar er is geen aanleiding te veronderstellen dat de soort sterk in aantal achteruitgaat, daarom staat de roestkappitta als niet bedreigd op de Rode Lijst van de IUCN.